# Jamie Zawinski
Jamie Zawinski (známý jako jwz; * 3. listopadu 1968 Pittsburgh) je počítačový programátor, který významně přispěl k vývoji svobodného softwaru, konkrétně projektů Mozilla a XEmacs. Byl také důležitou součásti vývoje prvních verzí komerčního prohlížeče Netscape Navigator.
Známým se stal na počátcích rozmachu Internetu díky dvěma tzv. velikonočním vajíčkům v prohlížeči Netscape Navigator: po zadání „about:jwz“ do pole pro adresu, se zobrazí jeho domovská stránka (podobně to funguje také pro další zaměstnance firmy Netscape), a ve verzi prohlížeče pro operační systém Unix se při načítání jeho domovské stránky logo Netscape („throbber“) změní na lodní kompas.
Zawinski byl hlavní zastánce otevření zdrojového kódu pro prohlížeče Mozilla. Byl však zklamán děním okolo projektu a děním v měnící se firmě Netscape Communications Corporation, jež byla v té době již divizí firmy America Online (AOL) a 1. dubna 1999 rezignoval. Zawinski poukazoval na odlišnou firemní kulturu a nesouhlasil se spojení Netscape a AOL. Také nebyl spokojen se změnou poměrů během růstu firmy. Tvrdil, že ve firmě se s růstem vytrácí inovace a místo lidí, kteří chtějí udělat firmu úspěšnou, přicházejí lidé, kteří chtějí pracovat pro úspěšnou firmu.
„Dali jsme Internet obyčejným lidem. Sešlápli jsme startovací pedál nového komunikačního média. Změnili jsme svět. Udělal jsme to však v letech 1994 a 1995. Od 1996 do 1999 jsme se jen vezli na vlně toho co jsme udělali předtím.“ Resignation and postmortem, Jamie Zawinski
Jeho nynější zaměstnání je provoz nočního klubu DNA Lounge v San Franciscu. Stále je také aktivním správcem programu XScreenSaver, jejž používají skoro všechny operační systémy Linux jako spořič obrazovky (kromě těch, na nichž běží KDE).
Stavem projektu Mozilla v roce 1999, rezignací Zawinského a jeho dopisem na rozloučenou, jenž je plný zklamání, rozčarování a únavy, se zabývají články „Mozilla: zatím ani lepší Microsoft, ani lepší Netscape“ z 16. dubna 1999 na Živě.cz
a „Dopisy slavným i neznámým (6/1999)“ v časopise Softwarové noviny.